# Akrãtikatêjê-gavião
Os Akrãtikatêjê-gavião, também conhecidos como "Akrãtikatêjê" e "Gavião da Montanha" são um povo indígena do grupo dos timbiras. Seu dialeto é o Timbira, da família Jê. Os Akrãtikatêjê vivem na Terra Indígena Mãe Maria, no Pará.
Os Akrãtikatêjê fazem parte do tronco linguístico macro-jê e do grupo dos timbiras. 
Os timbiras, por sua vez, se dividem entre os ocidentais na margem esquerda do rio Tocantins (Apinajé, no Tocantins) e orientais na margem direita do rio Tocantins (Gavião do Oeste, no Pará; Gavião Pukobyê, Krikati, Canela, Krenyê, Krepumkateyê, no Maranhão; Krahô, no Tocantins).
Os “Gaviões do Oeste” vieram a se fixar a margem direita do rio Tocantins, por rejeição ao contato com a frente de expansão, sobretudo criadores de gado nos campos maranhenses, se reorganizando em três unidades nomeadas de acordo com a localização em relação à bacia do rio Tocantins: Parkatêjê (o povo da jusante); Kykatêjê (povo da montante), e que por motivo de conflitos contra o primeiro povo, refugiou-se na montante do rio Tocantins; e Akrãtikatêjê (povo da montanha), que ocupava as cabeceiras do rio Capim.
Na década 1960, os Akrãtikatêjê se deslocaram das cabeceiras do rio Capim e se fixaram em uma área próxima à cidade Tucuruí, denominada de Ambaua, onde havia um Posto Indígena do SPI.
Nos anos 70, ocorreu a construção da Usina Hidrelétrica de Tucuruí, e os Akrãtikatêjê foram deslocados compulsoriamente para a Terra Indígena Mãe Maria.